# Зеленовка (Костанайская область)
Зеленовка (каз. Зеленов) — село в Карасуском районе Костанайской области Казахстана. Входит в состав Черняевского сельского округа. Код КАТО — 395287300.

## Население
В 1999 году население села составляло 259 человек (125 мужчин и 134 женщины). По данным переписи 2009 года, в селе проживало 196 человек (98 мужчин и 98 женщин).